# Дикирије
Дикирије (грч. δικήριον – који има двоструку силу, моћ или власт) – свештени свећњак са две укрштене свеће који се користи само у архијерејској литургији. Према црквеним тумачењима две свеће представљају двојну природу Исуса Христа (људску и божанску). За време богослужења архијереј трикиријем и дикиријем благосиља народ.